# Channa pleurophthalma
Channa pleurophthalma is een straalvinnige vissensoort uit de familie van de slangenkopvissen (Channidae). De wetenschappelijke naam van de soort is voor het eerst geldig gepubliceerd in 1851 door Bleeker.